# Cunina proboscidea
Cunina proboscidea är en nässeldjursart som beskrevs av E. och L. Metschnikoff 1871. Cunina proboscidea ingår i släktet Cunina och familjen Cuninidae. Inga underarter finns listade i Catalogue of Life.